# توماني دياباتاي
توماني دياباتي  (بالفرنسية: Toumani Diabaté)‏ (10 أغسطس 1965 – 19 يوليو 2024) هو عازف كورا من مالي. إضافة إلى عزف الموسيقى المالية التقليدية، عزف أيضًا بعض أنواع الموسيقى دولية مثل الفلامنكو والبلوز والجاز وغيرها. 

## السيرة الشخصية
في أكتوبر 2008، تمت إزالة كلمات باللغة العربية في أغنية دياباتي "Tapha Niang"؛ من لعبة فيديو ليتل بيغ بلانت، بعد أن أثارت اعتراضات المسلمين بسبب تضمينها آيات من القرآن الكريم. قرر ناشر لعبة الفيديو تأجيل إطلاقها لمدة أسبوع واسترجاع معظم الأقراص من أجل استبدال الأغنية بنسخة خالية من الكلمات المذكورة. ومع ذلك، فقد بيعت بعض نسخ اللعبة الأصلية في الشرق الأوسط والولايات المتحدة.

## روابط خارجية
- توماني دياباتاي على موقع IMDb (الإنجليزية)
- توماني دياباتاي على موقع ميوزك برينز (الإنجليزية)
- توماني دياباتاي على موقع إن إن دي بي (الإنجليزية)
- توماني دياباتاي على موقع أول ميوزيك (الإنجليزية)
- توماني دياباتاي على موقع ديسكوغز (الإنجليزية)
- توماني دياباتاي على موقع قاعدة بيانات الفيلم (الإنجليزية)
- توماني دياباتاي على موقع كينوبويسك (الروسية)